# Art LaFleur
Art LaFleur (* 9. September 1943 in Gary, Indiana; † 17. November 2021 in Los Angeles, Kalifornien) war ein US-amerikanischer Schauspieler. Er wurde vor allem als Charakterdarsteller bekannt, der in mehr als 160 Film- und Fernsehprojekten in Nebenrollen besetzt wurde.

## Leben
Er studierte mit einem Football-Stipendium an der University of Kentucky. Anschließend zog es ihn nach Chicago, wo er 1969 einen Saloon und 1973 eine Bar eröffnete, bevor er begann, Schauspielstunden zu nehmen. Ursprünglich wollte er Schriftsteller werden. Doch ein Freund überzeugte ihn davon, dass er es erst mit der Schauspielerei probieren solle, weswegen LaFleur 1975 nach Los Angeles zog. Nachdem er 1978 im Mark Taper Forum Michael Cristofers Stück Black Angel gespielt hatte, erhielt er die Möglichkeit, in die Schauspielergewerkschaft Screen Actors Guild einzutreten, wodurch er an mehreren Filmprojekten teilnehmen konnte.
In den folgenden Jahren wurde er vor allem als Charakterdarsteller bekannt, der in zahlreichen Film- und Fernsehprojekten als Nebendarsteller besetzt wurde. So spielte er in Filmen wie WarGames – Kriegsspiele, Die City-Cobra und Feld der Träume Nebenrollen und trat in Serien wie Das A-Team, Emergency Room – Die Notaufnahme und Malcolm mittendrin in einzelnen Episoden auf. Sein Schaffen umfasst mehr als 160 Produktionen für Film und Fernsehen.
Art LaFleur starb im November 2021 im Alter von 78 Jahren an der Parkinson-Krankheit. Er hinterließ seine Frau Shelley, mit der er 43 Jahre liiert war.

## Filmografie (Auswahl)

### Filme
- 1980: Hollywood Knights (The Hollywood Knights)
- 1980: Mit Vollgas nach San Fernando (Any Which Way You Can)
- 1982: Straße der Ölsardinen (Cannery Row)
- 1982: Eigentlich wollte ich zum Film (I Ought to Be in Pictures)
- 1982: Jekyll und Hyde – Die schärfste Verwandlung aller Zeiten (Jekyll and Hyde… Together Again)
- 1982: Unter den Augen der Justiz (In the Custody of Strangers)
- 1983: Was wird nur aus den Kindern? (Who Will Love My Children?)
- 1983: WarGames – Kriegsspiele (War Games)
- 1984: Bitte nicht heut’ nacht (Unfaithfully Yours)
- 1984: City Heat – Der Bulle und der Schnüffler (City Heat)
- 1985: Der Verrückte mit dem Geigenkasten (The Man with One Red Shoe)
- 1985: Trancers
- 1986: Dead or Alive (Penalty Phase)
- 1986: Die Abenteuer der 5 kleinen Spione (Little Spies)
- 1986: Die City-Cobra (Cobra)
- 1986: Say Yes!
- 1986: Top Missile (The Fifth Missile)
- 1987: Anklage Massenmord (Rampage)
- 1987: Drei heilige Kamele (The Three Kings)
- 1987: Scout Academy (The Wrong Guys)
- 1988: Der Blob (The Blob)
- 1989: Feld der Träume (Field of Dreams)
- 1990: Air America
- 1990: Mit stählerner Faust (Death Warrant)
- 1991: Oscar – Vom Regen in die Traufe (Oscar)
- 1992: Forever Young
- 1992: Live aus der Todeszelle (Live! From Death Row)
- 1992: Mr. Baseball
- 1993: Herkules und die Sandlot-Kids (The Sandlot)
- 1993: Mein Vater – Mein Freund (Jack the Bear)
- 1994: Maverick – Den Colt am Gürtel, ein As im Ärmel (Maverick)
- 1995: (K)ein Vater gesucht (Man of the House)
- 1996: Mr. Präsident Junior (First Kid)
- 1997: Joyride – Die Highway-Killer (Lewis & Clark & George)
- 1997: Running Time
- 1998: Der kickende Müllmann (The Garbage Picking Field Goal Kicking Philadelphia Phenomenon)
- 1998: Kick Fire – Ohne jede Vorwarnung (Best of the Best: Without Warning)
- 2000: Helden aus der zweiten Reihe (The Replacements)
- 2001: Beethoven 4 – Doppelt bellt besser (Beethoven’s 4th)
- 2002: Santa Clause 2 – Eine noch schönere Bescherung (The Santa Clause 2)
- 2004: Cinderella Story (A Cinderella Story)
- 2005: Hostage – Entführt (Hostage)
- 2006: Santa Clause 3 – Eine frostige Bescherung (The Santa Clause 3: The Escape Clause)
- 2008: Speed Racer
- 2009: Ace Ventura 3 – Der Tier-Detektiv (Ace Ventura Jr: Pet Detective)
- 2010: The Rig

### Fernsehserien
wenn nicht anders angegeben, lediglich eine Episode
- 1979: Drei Engel für Charlie (Charlie’s Angels, Fernsehserie, Folge Ein Engel in Gefahr)
- 1980: M*A*S*H (Folge 9x04 „Die nackte Kuh“ („Father’s day“))
- 1981: Der unglaubliche Hulk (The Incredible Hulk)
- 1984: Das A-Team (The A-Team)
- 1986: Polizeirevier Hill Street (Hill Street Blues)
- 1987: Agentin mit Herz (Scarecrow and Mrs. King)
- 1990: Ausgerechnet Alaska (Northern Exposure)
- 1991: Hör mal, wer da hämmert (Home Improvement)
- 1992: Doogie Howser, M.D.
- 1992: Geschichten aus der Gruft (Tales from the Crypt)
- 1992: Renegade – Gnadenlose Jagd (Renegade)
- 1992–1993: Matlock (zwei Episoden)
- 1995: Strange Luck – Dem Zufall auf der Spur (Strange Luck)
- 1997: Baywatch – Die Rettungsschwimmer von Malibu (Baywatch)
- 1997: Ein Wink des Himmels (Promised Land)
- 1997: Pacific Blue – Die Strandpolizei (Pacific Blue)
- 1997: Pensacola – Flügel aus Stahl (Pensacola: Wings of Gold)
- 1998: Emergency Room – Die Notaufnahme (ER)
- 1999: Das Leben und Ich (Boy Meets World)
- 2000: Angel – Jäger der Finsternis (Angel)
- 2000: JAG – Im Auftrag der Ehre (JAG)
- 2001–2002: Practice – Die Anwälte (The Practice) (drei Episoden)
- 2005: Malcolm mittendrin (Malcolm in the Middle)
- 2005: Dr. House (House M.D., Folge 1x12 „Schlechter Boden“ („Sports Medicine“))
- 2008: Cold Case – Kein Opfer ist je vergessen (Cold Case)
- 2009: The Mentalist